# نیکلاس هاموند (بازیگر)
نیکلاس هاموند (انگلیسی: Nicholas Hammond؛ زادهٔ ۱۵ مهٔ ۱۹۵۰) بازیگر و فیلم‌نامه‌نویس آمریکایی-استرالیایی است که بیشتر به خاطر ایفای نقش فردریش فون تراپ در فیلم صدای موسیقی و در نقش پیتر پارکر / مرد عنکبوتی در مجموعه تلویزیونی مرد عنکبوتی شگفت‌انگیز دهه ۱۹۷۰ شناخته می‌شود. او همچنین در فیلم‌های تئاتری مرد عنکبوتی (۱۹۷۷) در نقش مرد عنکبوتی و دو دنباله آن مرد عنکبوتی ضربه متقابل می‌زند (۱۹۷۸) و مرد عنکبوتی: چالش اژدها (۱۹۸۱) در خارج از آمریکای شمالی ظاهر شد.

## اوایل زندگی
هاموند در واشینگتن، دی.سی.، متولد شد. وی پسر سرهنگ توماس وست هاموند جونیور افسر نیروی زمینی ایالات متحده آمریکا بود. مادر وی آیلین هاموند(بنت) هنرپیشه اهل انگلیس بود که در سال ۱۹۴۲ در فیلم خیلی خجالتی ایفای نقش کرده بود. هاموند یک برادر بزرگتر به نام دیوید (متولد ۱۹۴۶) دارد. پدر و مادر هاموند در طول جنگ جهانی دوم در لندن باهم آشنا شدند و ازدواج کردند، پس از جنگ، این زوج برای همیشه به ایالات متحده نقل مکان کردند. از آنجا که پدر وی سرهنگ ارتش بود، خانواده وی بارها در دوران کودکی هاموند به پایگاه‌های مختلف ارتش در سراسر کشور نقل مکان می‌کردند، سرهنگ هاموند در سال ۱۹۷۰ درگذشت.

## حرفه
هاموند ۱۱ ساله بود که اولین بازی خود را در نمایشنامه برادوی معشوق شاکی در سال ۱۹۶۱ انجام داد. در همان زمان شروع به فیلمبرداری برای فیلم سالار مگس‌ها در سال ۱۹۶۳ کرد که اولین فیلم او را رقم زد. پس از این، هاموند برجسته‌ترین نقش خود به ایفای نقش فردریش فون تراپ در فیلم صدای موسیقی پرداخت، وی در سال ۱۹۶۵ در فیلم اشک‌ها و لبخندها بازی کرد.
نقش بازیگری بعدی هاموند در سال ۱۹۷۰ بود، زمانی که او در فیلم رفتار نامطلوب ظاهر شد، اولین نقش او در بزرگسالی. در سال ۱۹۷۲ هاموند در نقش پیتر لیندر در آسمان جک زد ظاهر شد. در سال ۱۹۷۳ او در فصل ۴، قسمت «موضوع دماغ بود» در مجموعه تلویزیونی دسته بردی حضور داشت، وی در نقش داگ سیمپسون، دانشمند دبیرستانی که پس از شکست غم‌انگیز مارسیا در فوتبال، علاقه خود را به مارسیا از دست داد. در آن سال هاموند همچنین در مجموعه تلویزیونی خانواده والتون در نقش تئودور کلیپول جونیور ظاهر شد.
هاموند پس از گذراندن دوره جوانی، در چندین فصل از مجموعه تلویزیونی بیمارستان عمومی گذراند. او همچنین در بسیاری از برنامه‌های تلویزیونی دهه ۱۹۷۰ از جمله هاوایی فایو-او ظاهر شد.
در اواخر دهه ۱۹۷۰، هاموند دوباره با یکی از بازیگران صدای موسیقی، هتر منزیس (که نقش لوئیزا فون تراپ را بازی کرد) برای یک قسمت از اقتباس تلویزیونی فرار لوگان پیوست. او همچنین در کتاب دفترچه یادداشت خانواده صدای موسیقی همکاری کرد.

### مرد عنکبوتی

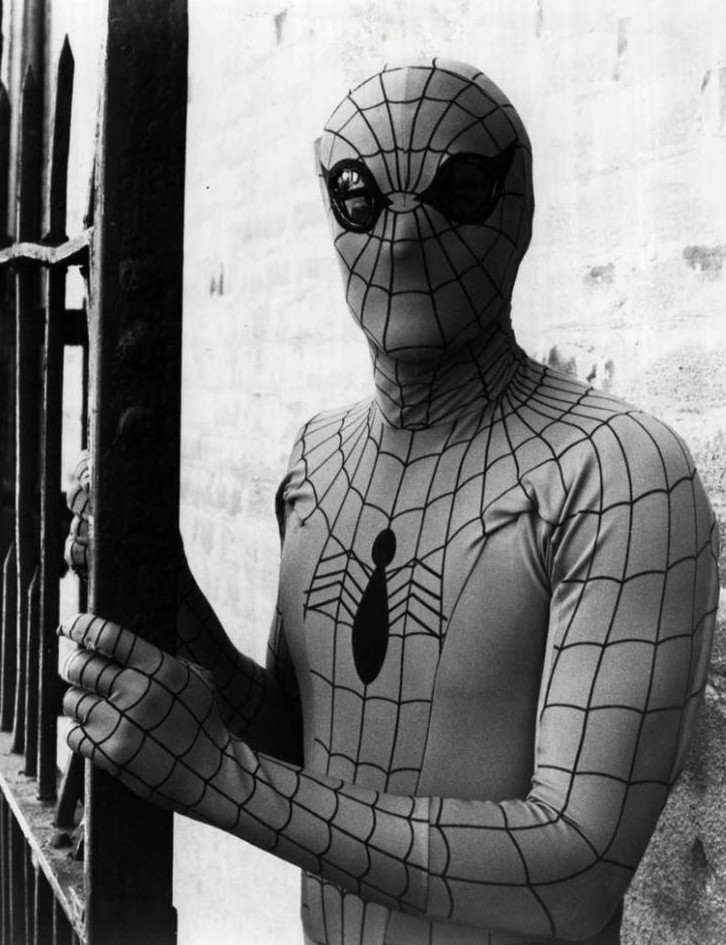
نیکولاس هاموند در نقش مرد عنکبوتی در مجموعه تلویزیونی مرد عنکبوتی شگفت‌انگیز ۱۹۷۷

از سال ۱۹۷۷ تا ۱۹۷۹، هاموند نقشی را بازی کرد که شاید بیشتر به خاطر آن شناخته می‌شود، به عنوان پیتر پارکر/مرد عنکبوتی در مجموعه تلویزیونی مرد عنکبوتی شگفت‌انگیز. هاموند رویکرد خود را به این شخصیت توضیح داد: «من از ایده گرفتن یک قهرمان فانتزی و باورپذیر ساختن او به عنوان یک شخص خوشم آمد. من به وضوح نشان دادم که علاقه ای به انجام کاری که فقط یک شوخی اردویی باشد ندارم.»
این مجموعه تلویزیونی به صورت پراکنده در ۱۳ قسمت به صورت دو فصل از شبکه CBS پخش شد. یک فیلم آزمایشی در پاییز ۱۹۷۷ ظاهر شد و سریال به عنوان جایگزینی برای نیم فصل برای پنج قسمت در بهار ۱۹۷۸ بازگشت. در حالی که سریال در رتبه‌بندی خوب عمل کرد، CBS به دلیل آن تمایلی به انجام یک زمان معمولی نداشت. نشان دادن نسبتاً ضعیف در جمعیت پرسود بزرگسالان. فصل دوم شش قسمت، هر یک ساعت، در پاییز ۱۹۷۸ و زمستان ۱۹۷۹ پخش شد و آخرین قسمت دو ساعته در تابستان همان سال پخش شد. اگرچه هاموند در این مجموعه تلویزیونی نقش پیتر پارکر را بازی کرد، اما در تمام صحنه‌هایی که مرد عنکبوتی در حال اجرای بدلکاری یا بدون دیالوگ دیده می‌شود، یک بدلکار توسط یک دوربین دوم فیلم‌برداری می‌شد.

### شغل بعدی

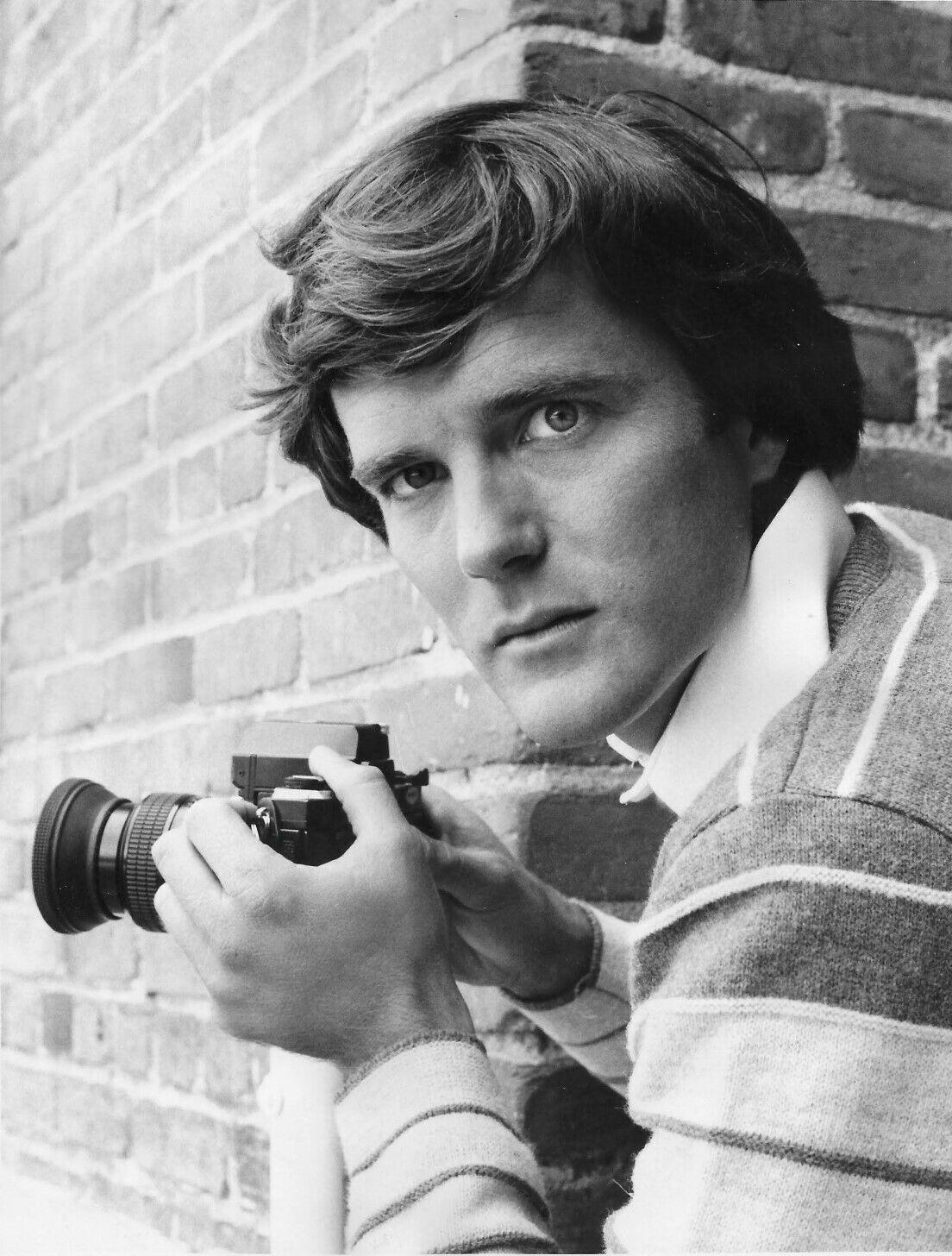
نیکولاس هاموند در نقش پیتر پارکر در مجموعه تلویزیونی مرد عنکبوتی شگفت‌انگیز ۱۹۷۷

پس از پایان مجموعه تلویزیونی مرد عنکبوتی، هاموند در چندین برنامه تلویزیونی در اوایل دهه ۱۹۸۰ به عنوان مهمان بازی کرد، از جمله قایق عشق، مگنوم، پی آی، قتل، او نوشت، و نقش‌های تکراری را در فالکون کرست و دالاس بازی کرد.
هاموند پس از بازی در نقش دنیس کانر قایق‌سوار در مینی سریال تلویزیونی استرالیایی چالش در سال ۱۹۸۶، در مورد چالش جام آمریکا در سال ۱۹۸۳، این کشور را بسیار دوست داشت که تصمیم گرفت بماند. او بعداً شهروند استرالیا شد و از آن زمان در چندین مینی سریال تلویزیونی فیلمبرداری شده در استرالیا ظاهر شد.
در میان اینها نقش مهمی به عنوان یک افسر آمریکایی جنگ جهانی دوم مستقر در کوئینزلند شمالی دور، در مینی سریال بزرگ میدان‌های آتش، سری I و II بود که در مزارع نیشکر استرالیای گرمسیری اتفاق می‌افتاد. شخصیت او جنبه ملایم‌تر تضاد فرهنگی بین استرالیایی‌ها و آمریکایی‌ها را نشان می‌دهد. او در سریال آینه، آینه، یک مینی سریال استرالیایی/نیوزیلندی (داستانی کامل از ۲۰ قسمت سریالی، با صخره‌ها بین هر قسمت) نقش اصلی را به عنوان سر ایور کریوی تورن داشت. هاموند همچنین در مجموعه‌های تلویزیونی مختلف استرالیایی، از جمله برنامه‌های تلویزیونی طنز مانند BackBerner و CNNNN، برنامه علمی تخیلی Farscape و سریال‌های دراماتیکی مانند پزشکان پرواز و MDA و محصول مشترک استرالیا/ایالات متحده مأموریت غیرممکن (که در استرالیا فیلمبرداری شده است).
در سال ۲۰۰۵، هاموند، تهیه‌کننده تلویزیونی آرون اسپلینگ را در سلسله: ایجاد لذت گناهکار، یک فیلم تلویزیونی تخیلی بر اساس دودمان و تولید پشت صحنه سلسله به تصویر کشید.
هاموند نویسنده تلویزیون استرالیا است که هر دو مینی سریال یک زن دشوار و فیلم تلویزیونی تجارت مخفی مردان را نوشته است. در سال ۲۰۰۹، او اولین کارگردانی خود را با دروغ گفتن حرامزاده، نمایشنامه ای که او با جیمز گالیا نوشته بود، انجام داد.
در سال ۲۰۱۹، او در فیلم روزی روزگاری در هالیوود کوئنتین تارانتینو، کارگردان سام وانامیکر را به تصویر کشید.

## زندگی شخصی
هاموند در سال ۱۹۸۰ با لورا سولی ازدواج کرد و این زوج در سال ۱۹۸۴ از هم جدا شدند. او در اواسط دهه ۱۹۸۰ به استرالیا نقل مکان کرد و اکنون با رابین نوین بازیگر استرالیایی در سیدنی زندگی می‌کند.

## فیلم‌شناسی

### فیلم
| سال  | عنوان                               | نقش                      | یادداشت                                                                     |
| ---- | ----------------------------------- | ------------------------ | --------------------------------------------------------------------------- |
| ۱۹۶۳ | سالار مگس‌ها (فیلم ۱۹۶۳)             | Robert                   |                                                                             |
| ۱۹۶۵ | اشک‌ها و لبخندها (فیلم)              | فردریش فون تراپ          | با عنوان "راجرز و همرستین صدای موسیقی" در ایالات متحده و بریتانیا منتشر شد. |
| ۱۹۷۱ | آنقدر پایین بوده که به نظر من می‌رسد | اگنیو                    |                                                                             |
| ۱۹۷۲ | آسمان جک شده                        | پیتر لیندنر              | در ایالات متحده به عنوان "ترور آسمان" نیز شناخته می‌شود                      |
| ۱۹۷۲ | شکوفه‌های گیلاس                      | لوک                      |                                                                             |
| ۱۹۷۳ | بابای فوق‌العاده                     | راجر راینهورست           |                                                                             |
| ۱۹۷۷ | مرد عنکبوتی                         | پیتر پارکر / مرد عنکبوتی |                                                                             |
| ۱۹۷۸ | مرد عنکبوتی ضربه متقابل می‌زند       | پیتر پارکر / مرد عنکبوتی |                                                                             |
| ۱۹۷۹ | مرد عنکبوتی: چالش اژدها             | پیتر پارکر / مرد عنکبوتی |                                                                             |
| ۱۹۸۸ | شهر زمرد                            | ایان وال                 |                                                                             |
| ۱۹۹۰ | فراتر از دسترس من                   | استیون شفر               |                                                                             |
| ۱۹۹۰ | کبرای سیاه ۲                        | ستوان کوین مک کال        |                                                                             |
| ۱۹۹۳ | تقلب‌ها                              | کارآگاه سیمز             |                                                                             |
| ۱۹۹۷ | جاده بهشت                           | مارتی مریت               |                                                                             |
| ۲۰۰۱ | داندی کروکودیل در لس آنجلس          | کیوریتور                 |                                                                             |
| ۲۰۰۳ | خشم در دریاچه آرام                  | بیل تیلور                |                                                                             |
| ۲۰۰۵ | "ناجی"                              | کشیش                     | فیلم کوتاه                                                                  |
| ۲۰۰۵ | نهان (فیلم)                         | مسئول اجرایی             |                                                                             |
| ۲۰۱۴ | هدف آسان                            | ژنرال چارلز تاچر دوم     |                                                                             |
| ۲۰۱۸ | BBQ                                 | کارور                    |                                                                             |
| ۲۰۱۸ | خانم‌های سیاه پوش                    | آقای رایدر               |                                                                             |
| ۲۰۱۹ | روزی روزگاری در هالیوود             | سام وانامیکر             |                                                                             |

### تلویزیون
| سال       | عنوان                                    | نقش                                 | یادداشت |
| --------- | ---------------------------------------- | ----------------------------------- | --- |
| ۱۹۶۲      | مدافعان                                  | بابی برادن                          | ۱ قسمت سریال تلویزیونی: - "شش ماه گذشته" |
| ۱۹۶۷      | سرباز عاشق                               | جون جوان                            | مجموعه گلچین |
| ۱۹۷۱      | آقای. و خانم بو جو جونز                  | ایوان کلارک                         | |
| ۱۹۷۳      | دسته برادی                               | داگ سیمپسون                         | ۱ قسمت سریال تلویزیونی: - "موضوع بینی بود" |
| ۱۹۷۳      | خانواده والتون                           | تئودور آلبرت کلیپول جونیور          | ۱ قسمت سریال تلویزیونی: - "شهرکی" |
| ۱۹۷۳      | خشم                                      | ران ورنر                            | فیلم تلویزیونی |
| ۱۹۷۴      | دو نفره                                  | پیتر                                | |
| ۱۹۷۴      | Sorority Kill                            | بنجامین هالر                        | |
| ۱۹۷۴      | سالی کثیف                                | جان                                 | ۱ قسمت سریال تلویزیونی: - فصل ۱، قسمت ۱۴ |
| ۱۹۷۴      | لوکاس تانر                               | اندی                                | ۱ قسمت سریال تلویزیونی: - "Thirteen Going on Twenty" |
| ۱۹۷۳–۱۹۷۴ | دود اسلحه                                | بریت / دوک                          | ۳ قسمت از مجموعه تلویزیونی: - "زنان برای فروش: قسمت ۱" (۱۹۷۳) - "زنان برای فروش: قسمت ۲" (۱۹۷۳) - "Thirty a month and Found" (1974)                                     |
| ۱۹۷۶      | دارا و ندار (مینی‌سریال)                  | والترز                              | ۱ قسمت سریال تلویزیونی: - "قسمت اول: فصل ۱ و ۲" |
| ۱۹۷۶      | پتروسلی                                  | وایتی                               | ۱ قسمت سریال تلویزیونی: - "دیه" |
| ۱۹۷۶      | قانون سرزمین                             | برد جنسن                            | |
| ۱۹۷۶      | خانواده                                  | جان کراسول                          | ۱ قسمت سریال تلویزیونی: - "گهواره سقوط خواهد کرد" |
| ۱۹۷۴–۱۹۷۷ | هاوایی فایو-او                           | راجر / کالوین                       | ۲ قسمت سریال تلویزیونی: - "The Banzai Pipeline" (1974) - "مرثیه برای سوار بر زین" (۱۹۷۷)                                                                                |
| ۱۹۷۷      | سفر شگفت‌انگیز                            | تای                                 | ۱ قسمت سریال تلویزیونی: - " طعمه بی گناه " |
| ۱۹۷۷      | "مسیر اورگان"                            | بردلی                               | ۱ قسمت سریال تلویزیونی: - "فرزندان ارتش" |
| ۱۹۷۷      | هشت کافی است                             | هارولد                              | ۲ قسمت سریال تلویزیونی: - "بله نیکلاس، بابانوئل وجود دارد: قسمت ۱" - "بله نیکلاس، بابانوئل وجود دارد: قسمت ۲"                                                           |
| ۱۹۷۷      | لوگان ران                                | هال ۱۴                              | ۱ قسمت سریال تلویزیونی: - "بز یهودا" |
| ۱۹۷۸      | پسران هاردی/ اسرار نانسی درو             | ستوان داگلاس برک                    | ۱ قسمت سریال تلویزیونی: - "بانوی پنجشنبه ساعت ده" |
| ۱۹۷۹      | Supertrain                               | دیوید                               | ۱ قسمت سریال تلویزیونی: - "کجا بودی بیلی پسر؟" |
| ۱۹۷۷–۱۹۷۹ | مرد عنکبوتی شگفت‌انگیز (مجموعه تلویزیونی) | پیتر پارکر / مرد عنکبوتی            | ۱۳ قسمت |
| ۱۹۸۰      | The Martian Chronicles                   | فرمانده آرتور بلک                   | ۳ قسمت از مجموعه تلویزیونی: - "اکسپدیشن ها" - "مهاجران" - "مریخی ها" |
| ۱۹۸۰      | قایق عشق                                 | پل استوکوود                         | ۱ قسمت سریال تلویزیونی: - "آنقدر سریع نیست، گوفر/آیا قبلا همدیگر را ندیده‌ایم؟ /صرافی خارجی"                                                                             |
| ۱۹۸۱      | عمارت‌های آمریکا                          | پادریک اومانیون / شان اومانیون      | ۲ قسمت سریال تلویزیونی: - "قسمت اول" - "قسمت سوم" |
| ۱۹۸۲      | دنیای رنگی شگفت‌انگیز والت دیزنی          | کشیش تول                            | ۱ قسمت سریال تلویزیونی: - "ماجراهای پولیانا" |
| ۱۹۸۲      | ماجراهای پولیانا                         | کشیش تول                            | |
| ۱۹۸۲      | Falcon Crest                             | D.A. مارتین دیرینگ / مایکل دیرینگ   | ۲ قسمت سریال تلویزیونی: - "سوالات ماقبل آخر" * "پاسخ نهایی" |
| ۱۹۸۲      | Magnum, P.I.                             | کلارک ترابشاو                       | ۱ قسمت سریال تلویزیونی: - "دوباره خنثی شد" |
| ۱۹۸۲      | دالاس (مجموعه تلویزیونی ۱۹۷۸)            | بیل جانسون                          | ۳ قسمت از مجموعه تلویزیونی: - "بزن و فرار کن" - "لمس یوینگ" - "پس از عروسی"                                                                                             |
| ۱۹۸۵      | دیوانه مثل روباه                         | [اضافی]                             | ۱ قسمت سریال تلویزیونی: - "تا زمانی که مرگ ما را از هم جدا کند" |
| ۱۹۸۵      | قتل، او نوشت                             | تاد ورثی                            | ۱ قسمت سریال تلویزیونی: - "قتل در بعد از ظهر" |
| ۱۹۸۵      | بیمارستان عمومی                          | الجرنون دوربان                      | |
| ۱۹۸۶      | چالش                                     | دنیس کانر                           | مینی سریال |
| ۱۹۸۶      | سیکلون تریسی                             | هری                                 | مینی سریال |
| ۱۹۸۹      | پزشکان پرنده                             | ریچارد هال                          | ۱ قسمت سریال تلویزیونی: - "بدون اشک" |
| ۱۹۸۹      | مأموریت: غیرممکن                         | وودوارد                             | ۱ قسمت سریال تلویزیونی: - "یونانی" |
| ۱۹۸۹      | دردسر در بهشت                            | آرتور                               | |
| ۱۹۹۲      | خانه فرانکی                              | سرگرد فری                           | |
| ۱۹۹۰–۱۹۹۲ | سفارت                                    | اد بنسون                            | ۲ قسمت سریال تلویزیونی: - "خلبان" (۱۹۹۰) - «آدمهای خوب آخرش تمام می‌شوند» (۱۹۹۲)                                                                                         |
| ۱۹۹۳      | "فدرال رزرو: وحشت"                       | میلتون مورهاوس                      | |
| ۱۹۹۳      | نیروی مقاومت ناپذیر                      | ستوان نش                            | |
| ۱۹۹۴      | نعمت هاروی مک هیو                        | چوب پنبه ای                         | ۱ قسمت سریال تلویزیونی: - "هی سنت جود" |
| ۱۹۹۵      | آینه، آینه                               | سر آیور کریوی تورن                  | |
| ۱۹۹۶      | جیوه                                     | جک کپر                              | |
| ۱۹۹۶      | فلیپر                                    | F.C.C. مأمور اسمایلی / پزشک قرنطینه | ۲ قسمت سریال تلویزیونی: - "جزیره میمون ها" - "رادیو فلیپر رایگان" |
| ۱۹۹۷      | ۲۰۰۰۰ لیگ زیر دریا                       | ساکسون                              | |
| ۱۹۹۸      | 13 Gantry Row                            | راسل                                | |
| ۲۰۰۰      | قصه‌های دریاهای جنوب                      | لوک                                 | ۱ قسمت سریال تلویزیونی: - "رابلرکروسر" |
| ۲۰۰۰      | در ساحل                                  | رئیس‌جمهور ایالات متحده              | |
| ۲۰۰۰      | دنیای گمشده                              | فیل دیلون                           | ۱ قسمت سریال تلویزیونی: - "فصل گردشگری" |
| ۲۰۰۱      | "ستاره کودک: داستان شرلی تمپل"           | آدولف منجو                          | |
| ۲۰۰۰–۲۰۰۲ | BackBerner                               | [متفرقه]                            | ۶ قسمت سریال تلویزیونی |
| ۲۰۰۳      | زمان آینده                               |                                     | |
| ۲۰۰۳      | فاراسکیپ                                 | دکتر آدریان واکر                    | ۲ قسمت سریال تلویزیونی: - "خشکی" - "یک صورت فلکی شک" |
| ۲۰۰۳      | همیشه سبزتر                              | نایجل میلن                          | ۲ قسمت سریال تلویزیونی: - "چیزهای بیشتر در بهشت و زمین، الیزابت" - "یک وب درهم"                                                                                         |
| ۲۰۰۳      | CNNNN: Chaser Non-Stop News Network      | فرمانده اسکار اف هپل                | ۲ قسمت سریال تلویزیونی: - فصل ۲، قسمت ۳ - فصل ۲، قسمت ۸ |
| ۲۰۰۴      | Salem's Lot (مینی سریال ۲۰۰۴)            | دکتر (نامشخص)                       | |
| ۲۰۰۵      | Dynasty: The Making of a Guilty Leasure  | هارون املا                          | |
| ۲۰۰۵      | "MDA"                                    | دکتر نیک استندیش                    | ۴ قسمت از مجموعه تلویزیونی: - "فرصت دوم: قسمت ۱" - "فرصت دوم: قسمت ۲" - "فرصت دوم: قسمت ۳" - "فرصت دوم: قسمت ۴"                                                         |
| ۲۰۰۹–۲۰۱۱ | مسخره‌ها                                  | مأمور اسمیت                         | ۲ قسمت سریال تلویزیونی: - "تمام شب" (۲۰۰۹) - "Staged" (2011) |
| ۲۰۱۲      | با نیکلاس هاموند از هر کوهی بالا برید    | خودش                                | مستندی که توسط نیکلاس هاموند برای بی‌بی‌سی روایت می‌شود دربارهٔ رازهای پشت فیلم «آوای موسیقی» و چگونگی امرار معاش خانواده اصلی فون تراپ به عنوان خوانندگان خانواده فون تراپ |
| ۲۰۱۵      | گالیپولی                                 | هنری نوینسون                        | خبرنگار مشهور جنگ برای «تلگراف» که در چندین قسمت ظاهر می‌شود |
| ۲۰۱۹      | کنترل کامل                               | میچ رامبولت                         | قسمت ۱٫۲ |